# Miconia pulgari
Miconia pulgari är en tvåhjärtbladig växtart som beskrevs av James Francis Macbride. Miconia pulgari ingår i släktet Miconia och familjen Melastomataceae. Inga underarter finns listade i Catalogue of Life.